# Topsentia glabra
Topsentia glabra är en svampdjursart som först beskrevs av Topsent 1898.  Topsentia glabra ingår i släktet Topsentia och familjen Halichondriidae. Inga underarter finns listade i Catalogue of Life.